# Alchornea trewioides
Alchornea trewioides är en törelväxtart som först beskrevs av George Bentham, och fick sitt nu gällande namn av Johannes Müller Argoviensis. Alchornea trewioides ingår i släktet Alchornea och familjen törelväxter. Inga underarter finns listade i Catalogue of Life.